# 배비장전

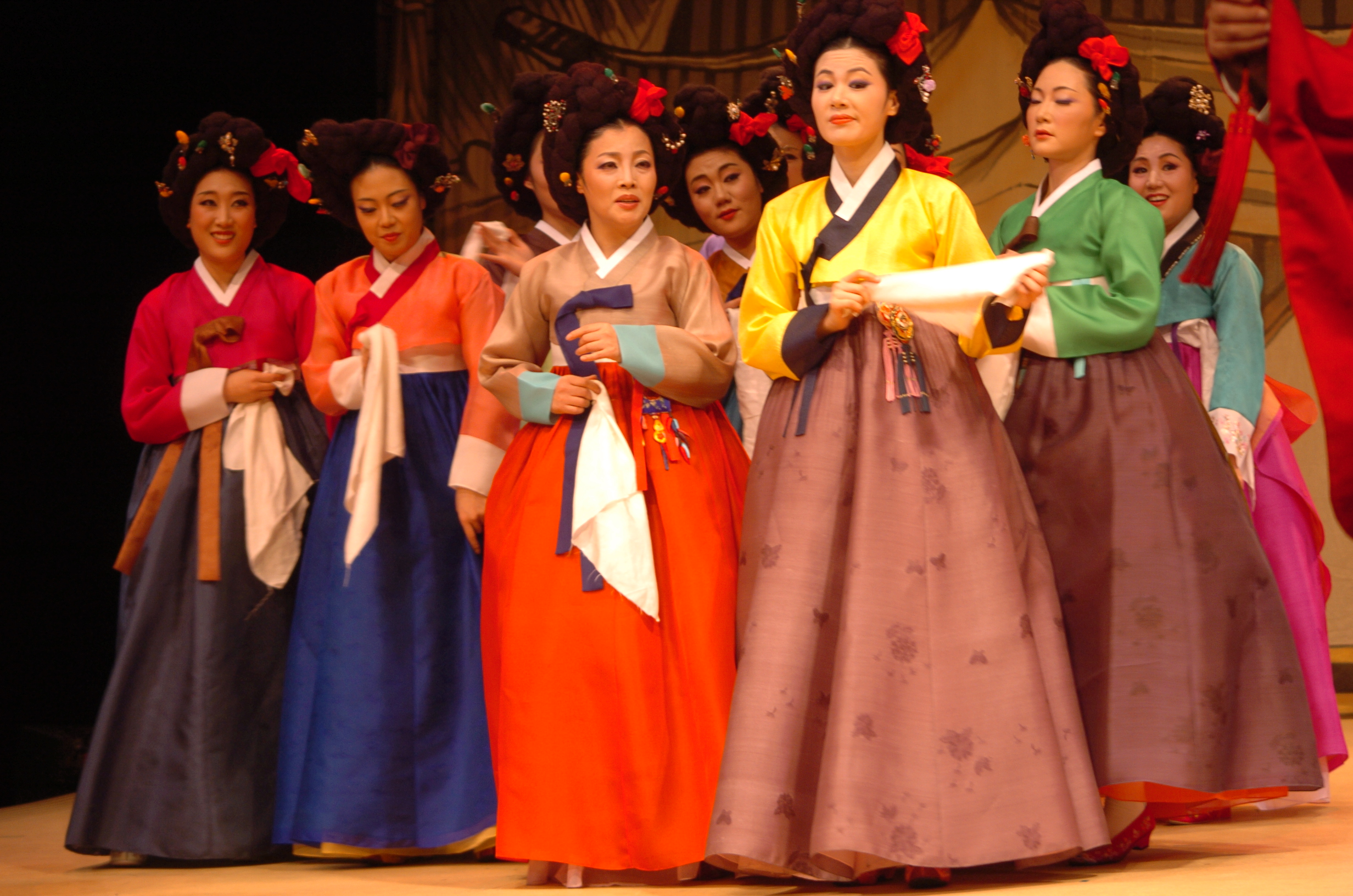
2012년 창극 배비장전의 한 장면.

배비장전(裵裨將傳)은 한국 고전소설로, 판소리 〈배비장타령(裵裨將打令)〉에서 비롯한 판소리계 소설 중 하나이다.

## 기원과 전승
1754년(영조 30년)에 만화(晩華) 유진한(柳振漢)이 판소리 〈춘향가(春香歌)〉를 듣고 한시(漢詩)로 남긴 〈만화본 춘향가(晩華本春香歌)〉에 〈배비장 타령〉이 언급된 것이 가장 오래된 기록이다. 이로써 늦어도 18세기 중반에는 판소리 〈배비장 타령〉이 있었음을 알 수 있다. 그 밖에 1810년 무렵 송만재(宋晩載)가 쓴 〈관우희(觀優戱)〉와 조재삼(趙在三)이 쓴 《송남잡지(松南雜識)》(1855), 신재효(申在孝)가 쓴 〈오섬가(烏蟾歌)〉 등에도 〈배비장 타령〉이 언급되어 있다.
한편 현재 전하는 소설 《배비장전》은 20세기 이후 만들어진 활자본으로 현재 2종의 한글본만이 남아 있다. 1916년에 간행된 구활자본 신구서림본(新舊書林本)과 1950년에 간행된 국제문화관본(國際文化館本, 일명 김삼불 교주본)이다. 이처럼 이본(異本)이 적은 까닭은 《배비장전》이 여자를 밝히다가 망신당하는 비속(卑俗)한 줄거리에다가 음탕(淫蕩)한 내용까지 들어 있는 작품이기 때문이다. 그래서 조선시대 소설 독자의 대부분을 차지하는 여성들이 좋아하지 않아 소설로 널리 유통되지 못했을 것으로 짐작된다. 같은 이유로 판소리가 19세기 후반, 하층민의 예술에서 양반층도 즐기는 예술로 발전해 갈 때도 《배비장전》은 열외였던 것으로 보인다. 충(忠)·효(孝)·열(烈) 등 유교적 덕목을 내세우는 다른 판소리들은 살아남아 현재 판소리 다섯 마당이라는 이름으로 전승되고 있다.
〈배비장 타령〉은 20세기 들어와서 판소리로서의 전승(傳承)은 거의 끊겼다. 고(故) 박동진(朴東鎭) 명창이 가끔 공연(公演)했을 뿐 다른 명창들은 거의 공연하지 않았기 때문이다. 다만 창극(唱劇)으로는 20세기 들어 여러 번 공연되었고, 현재도 가끔씩 마당극이나 창극으로는 상연(上演)되고 있다.

## 내용 및 평가
소설 《배비장전》은 현재 전하는 내용상으로 19세기 조선시대를 반영하고 풍자하는 작품이다. 작품의 전체적인 짜임은 남자가 정절(貞節)을 잃은 ‘남성 훼절담(男性毁節談)’이라 할 수 있다. 그리고 그 안에 작은 삽화(揷話)들이 들어 있다. 기생이 관리를 농락한 이야기인 ‘기롱설화(妓弄說話)’, 사람이 쌀뒤주 속에 들어간 이야기인 ‘미궤설화(米櫃說話)’, 이를 뽑히는 이야기인 ‘발치설화(拔齒說話)’ 등이 들어 있다. 또 배비장과 방자가 하는 ‘내기’가 들어 있고, 제주목사(濟州牧使) 및 관리들과 기생들이 하는 ‘공모(共謀)’도 들어 있다.
《배비장전》은 한국 풍자문학(諷刺文學)을 대표하는 작품 중 하나다. 그 풍자는 배비장에 대한 풍자가 중심이지만 제주목사 등 다른 인물 등에 대한 풍자도 들어 있다.
제주목사에 대한 풍자는 제주목사가 배를 타면서 처음에는 큰소리를 치다가 풍랑(風浪)이 일자 넋이 나가 벌벌 떠는 대목에서 이루어진다. 이때 비장(裨將)들도 신세 한탄을 하며 울고불고 야단이 난다. 이런 모습을 통해 지배층의 위엄이 별 볼일 없는 것임이 풍자된다.
제주도를 떠나는 정비장도 풍자의 대상이다. 그는 애랑(愛娘)과 헤어지는 자리에서, 가지고 가던 모든 물건을 애랑에게 다 내주고, 마침내는 입고 있던 옷마저 다 벗어주고 알몸이 된다. 게다가 마지막에는 이까지 뽑히고 만다. 이처럼 기생에 빠져서 헤매는 어리석은 관리의 모습이 폭로된다.
한편 배비장은 지배층(支配層)과 피지배층(被支配層) 양쪽에게 풍자의 대상이 된다. 배비장이 같은 지배층에게 풍자의 대상이 되는 까닭은 그가 독불장군처럼 행세하기 때문이다. 제주도 부임 첫날, 남들은 기생과 어울리고 노는데, 배비장은 혼자 ‘구대정남(九代貞男)’ 곧 ‘대대로 바람을 안 피우는 집안의 남자’라고 깨끗한 척한다. 이에 제주 목사와 동료(同僚) 비장들은 배비장을 관료 문화에 어울리지 못하는 인물로 본다. 그래서 그를 길들이기 위해 기생들에게 배비장을 훼절(毁節)시키는 사람은 큰 상을 주겠다고 제의하게 된다. 이에 애랑이 자원(自願)하여 ‘공모’가 이루어진다.
제주목사와 비장들이 기생 애랑과 공모하여 배비장에게 가하는 망신 주기 작전은 일종의 ‘신참례(新參禮)’다. ‘신참례’란 선배 관리가 신임 관리를 길들이기 위한 과정으로서 관료 사회의 입사식(入社式)이다. 배비장은 이 신참례를 치르고 나서 제주목사의 천거(薦擧)로 고을 원님이 된다.
한편 기생 애랑은 배비장이 여자를 좋아하면서도 겉으로는 싫어하는 척하는 위선(僞善)을 미워한다. 방자(房子)는 배비장이 유식(有識)한 척 늘 문자를 입에 달고 말하는 꼴불견을 싫어한다. 잠수(潛嫂)나 뱃사공 같은 상민들도 배비장이 양반이라고 반말로 하대(下待)하는 것을 싫어한다.
이처럼 배비장은 정직(正直)하지 못하고 겸손(謙遜)하지 못한 처신(處身)으로 위아래 모두에게 미움을 받는다. 그런 그는 애랑이 목욕하는 모습을 보면서 스스로 무너져 버린다. 끝내는 뒤주 속에서 알몸으로 헤엄치는 모습을 모든 사람들 앞에 보이게 됨으로써 그의 위선은 여지없이 폭로(暴露)되고 위신(威信)은 끝없이 추락(墜落)하고 만다.
《배비장전》의 주인공은 배비장인 것 같지만, 실은 그는 풍자의 대상일 뿐이다. 실제 《배비장전》의 주인공은 애랑이라 할 수 있다. 작품 첫머리가 애랑의 인물 소개로부터 시작하는 것이 그것을 말해준다. 또 제주목사 일행이 제주에 도착하여 첫 번째로 보게 된 사건도 애랑이 떠나가는 정비장을 데리고 노는 장면이다. 또 그 뒤에 펼쳐지는 《배비장전》의 내용도 애랑이 배비장을 희롱한 사건들이다. 그러니 애랑이야말로 육지에서 온 관리들에 맞서는 제주도의 슬기로운 여성을 상징하는 인물로서, 《배비장전》의 참다운 주인공이라 할 수 있다.
《배비장전》은 풍자문학으로 말장난도 재미있다. 등장인물의 이름 중 ‘정비장’은 ‘정(情)이 너무 많은 비장’이라는 의미가 숨겨져 있다. 또 ‘배비장’은 알몸이 되었다고 해서 ‘옷 입지 않은[非+衣] 비장’이라는 뜻에서 ‘배(裵) 비장’이라 이름 붙은 것이다. 그 밖에도 배비장과 방자의 대화(對話) 등에도 말장난이 많이 들어 있고 또 성적(性的)인 표현 등도 들어 있어, 작품을 읽는 재미가 더욱 쏠쏠하다.

## 판본
‘국제문화관본’이 있다. 이 판본이 가장 오래된 이본으로 추정된다. 국제문화관본은 ‘김삼불(金三不) 교주본(校註本)’이라고도 하는데, 예부터 전해오던 원고를 1950년에 김삼불 선생이 손질하여 간행한 이본이다. 그런데 그 원본은 42년 전, 곧 1908년에 박헌옥(朴憲玉) 씨가 전사(轉寫)한 원고라고 적혀 있다. 그렇다면 그 원고는 1908년보다도 더 이전부터 전해 내려오던 원고를 박헌옥 씨가 베껴 쓴 것이다. 따라서 국제문화관본의 원본은 1800년대의 판소리 사설(辭說)로서 1916년에 간행된 ‘신구서림본’보다 실은 더 오래된 내용이라 할 수 있다.
국제문화관본은 신구서림본보다 더 판소리 창본에 가까워서 사설이 발랄하기 때문이다. 국제문화관본은 판소리 사설체로서 대체로 짧고 가벼우며 생생한 느낌이 든다. 그에 반해 신구서림본은 다소 문어체(文語體)로, 출판을 염두에 두고 근대적 소설체로 다듬은 흔적이 엿보인다.
김삼불 교주본은 박헌옥 씨의 소장본을 바탕으로 하되 이명선(李明善) 씨 소장본도 참고했다고 적혀 있다. 특히 김삼불 선생은 박헌옥 씨의 소장본이 75장인 것을 59장까지만 끊어서 간행했다. 59장은 배 비장이 뒤주 속에서 헤엄쳐 나오면서 망신을 당하는 대목이다. 김삼불은 “(그 이후 내용인) 60장 이후는 대단원(大團圓)의 장면인데 문장과 어법(語法)으로 보아 후인의 덧붙임이 분명하기로 제외한다”고 밝히고 있다.
김삼불 선생이 삭제해 버린 뒷부분은 다음과 같다. “배비장이 애랑에게 사과 받고 원님이 되다”로 맨 마지막 부분이다. 이 부분이 있고 없고에 따라서 이 작품의 주제는 달라진다. 그 마지막 부분이 있다면 배비장을 비판하기는 하되 다시 배비장을 받아들이는 결말이 된다. 하지만 그 마지막 부분을 없애버리면 배 비장을 끝내 배척(排斥)하는 결말이 된다. 원래 〈배비장 타령〉에는 그 마지막 부분이 있었다.

## 창극

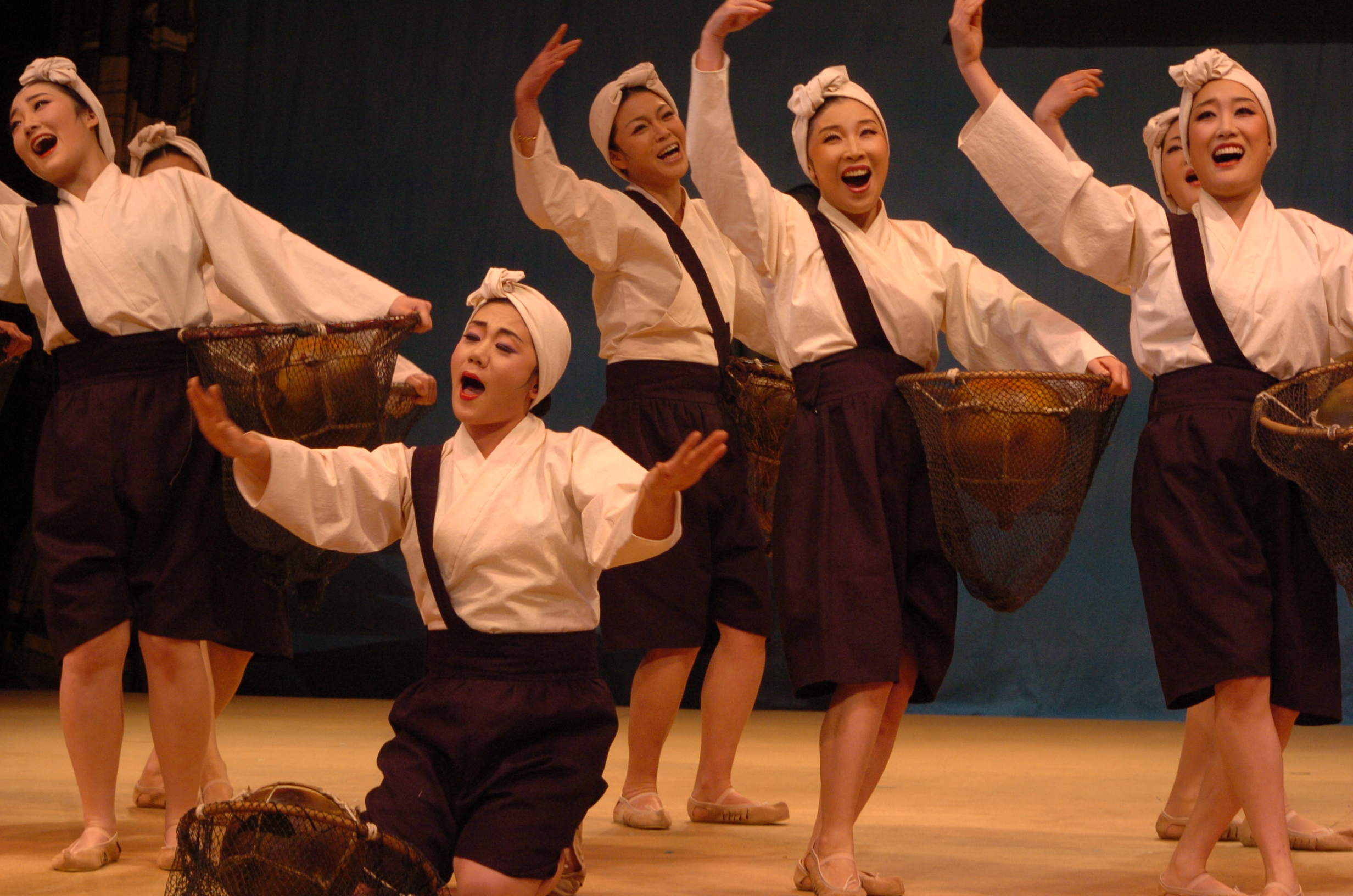
2012년 창극 배비장전의 한 장면.

국립창극단 제18회 공연작품이다. 이 <배비장전>은 1936년 창극좌에서 처음 상연되었으나 창극으로 구성되는 데 난점이 많아 각광을 받지 못하였다. 그러다가 국립극단에서 이 작품을 두 번째 상연하여 예술작품으로 각광을 받았다. 또 1973년 2월 15일부터 19일까지 3부 11장으로 구성된 이 작품이 국립극장에서 상연되기도 했다. 
제주목사를 따라 제주도에 가게 된 배비장은 외도를 않겠다고 아내에게 한 약속을 지켜 여자를 멀리한다. 그러나 한 번 그를 유혹해 보라는 목사의 명을 받고 그에게 접근해 온 애랑(愛娘)에게 혹해 배비장은 깊은 사랑에 빠진다. 어느날 밤 둘이 함께 있는데, 각본대로 본부(本夫)가 나타난 것으로 가장, 배비장은 알몸으로 궤짝 속에 숨는다. 남편으로 가장한 하인이 궤짝을 바다에 버리겠다고 떠들고 목사는 관청 앞마당에 궤짝을 놓고 마치 바다에 집어 던질 것 같이 한다. 결국 배비장은 알몸으로 관청 앞마당에 나와 웃음거리가 된다는 야유와 풍자가 넘치는 해학소설을 창극화했다.